# Piotr Taras
Piotr Taras (ur. 24 czerwca 1929 w Tursku Wielkim, zm. 11 lutego 2024 w Radomiu) – polski duchowny katolicki, pallotyn, historyk Polonii.
Do zakonu pallotynów wstąpił w 1951, śluby złożył 8 września 1953. W latach 1951–1956 studiował w Wyższym Seminarium Duchownym w Ołtarzewie, święcenia kapłańskie otrzymał 24 czerwca 1956. W latach 1956–1957 był katechetą przy Katolickim Uniwersytecie Lubelskim. Piotr Taras naukę kontynuował na tej uczelni, w 1962 uzyskując magisterium na Wydziale Filozofii. W latach 1962–1966 był słuchaczem L’Institut d’Etude Politique Uniwersytetu Paryskiego. W 1968 obronił doktorat, w 1985 habilitował się. Był związany z Katolickim Uniwersytetem Lubelskim jako pracownik Instytutu Migracji Katolickiej w latach 1972–1987. Pracował także jako wykładowca Wyższej Szkole Nauk Społecznych im. ks. Józefa Majki w Mińsku Mazowieckim (wcześniej w Józefowie), pełnił na tej uczelni funkcję prorektora.
W 1958 pracował jako kapelan w Klinice Akademii Medycznej w Poznaniu, w 1959 był wychowawcą w Wyższym Seminarium Duchownym w Ząbkowicach Śląskich. W latach 1968–1972 redagował polskie wydanie Międzynarodowego Przeglądu Teologicznego „Concilium”. Brał udział w pracach Komisji Episkopatu Polski ds. Powołań (1968–1974). W latach 1987–1992 był redaktorem naczelnym wydawnictwa Pallottinum II w Warszawie. Był także administratorem Centrum Animacji Misyjnej w Konstancinie. Należy do Towarzystwa Naukowego KUL.
Jest autorem licznych publikacji dotyczących historii Polonii i życia religijnego Polaków. Ogłosił kilkadziesiąt artykułów w Encyklopedii Katolickiej.
Zmarł 11 lutego 2024 w Radomiu.